# Ablation Lake
Der Ablation Lake ist ein Eisstausee im Ablation Valley auf der antarktischen Alexander-I.-Insel. Er enthält Salzwasser, das mit Süßwasser überschichtet ist, und erreicht Tiefen von bis zu 117 Metern. In seinem oberen Abschnitt wird er gestaut durch Eis, das vom benachbarten George-VI-Schelfeis in den See eindringt.
Er wurde im Jahr 1977 durch das UK Antarctic Place-Names Committee nach dem gleichnamigen Tal benannt, das seinen Namen in Anlehnung an die hier nur rudimentär vorhandenen Eis- und Schneemengen erhielt, die infolge von Abschmelzungen (englisch: ablation) verschwanden. Im Jahr 1973 führte der British Antarctic Survey eine limnologische Untersuchung des Sees durch.